# リージャ駅
リージャ駅（カタルーニャ語：Estació de l'Illa、スペイン語：Estación de L'Illa）はスペインのカタルーニャ州バルセロナ県バルセロナラス・コルツにある、トランバイシュ（トラム）T1・T2・T3号線の鉄道駅。

## 歴史
2004年4月3日にトランバイシュの開通とともに駅開業。

## 駅構造
ディアゴナル通りの上にホームがある、相対式ホーム2面2線の地上駅。

## 駅周辺
- アルタ・ディアゴナル
  - 在バルセロナ日本国総領事館
- リージャ・ディアゴナル（カタルーニャ語版、スペイン語版）
- ジョアキン・ルイラ庭園
- DiR（カタルーニャ語版、スペイン語版）ディアゴナル
- Cinesa（カタルーニャ語版、スペイン語版、英語版）ディアゴナル
- コラチャン・クリニック（カタルーニャ語版、スペイン語版）

## 隣の駅
バルセロナ交通局
 トラムT1号線、 トラムT2号線、 トラムT3号線
アヴィングーダ・デ・シリ駅 - リージャ駅 - カン・リガル駅